# La Laitière suisse
La Laitière suisse est un ballet-pantomime en 2 actes d'Antoine Titus et de Frédéric-Auguste Blache représenté pour la première au Théâtre de la Porte-Saint-Martin le 25 septembre 1823. Les rôles principaux sont tenus par Pierre-Jean Aniel, Louise Pierson et Charles Mazurier.
L’Almanach des spectacles de 1824 écrit que ce ballet « n'a point fait l'argent que l'auteur M. Titus espérait. Le danseur Aniel y a fait son début ».

## Historique
Une première version de ce ballet avait été donnée en 1815 par Titus, mais elle n'eut pas de succès. La version conjointe avec Blache connut au contraire une vogue grandissante, notamment grâce à la prestation de la jeune Louise Pierson.
En 1832, Filippo Taglioni en donne une nouvelle version Nathalie, ou La Laitière suisse à l'Opéra de Paris (Académie royale de musique) avec sa fille Marie(rôle titre) et Joseph Mazilier (rôle d'Oswald), sur une musique d'Adalbert Gyrowetz et Michele Carafa. Le livret est de Filippo Taglioni. 
À Saint-Pétersbourg, Marius Petipa en donnera sa version (sous le titre Lida ou la Laitière suisse) le 4 décembre 1849 au Théâtre Bolchoï Kamenny, sur une musique de Cesare Pugni.
En 1980, Pierre Lacotte reconstitue la version de Taglioni pour le Ballet de Moscou, avec, donc, la musique de Gyrowetz et Carafa. 
Ce ballet peut être perçu comme un intermédiaire entre La Fille mal gardée et Giselle : la fille mutine des pastorales devient ici l'une des premières héroïnes romantiques.